# Hypersyntonie
L’hypersyntonie est un concept utilisé en psychiatrie et en psychologie pour décrire une réaction émotionnelle excessive et une hyperréactivité face à l'environnement social ou émotionnel. Ce phénomène, au croisement de la psychopathologie et de la sémiologie psychiatrique, est tout particulièrement observé dans les troubles de l'humeur.

## Définition
L'hypersyntonie désigne un état dans lequel une personne entre en "fusion" avec son environnement, réagissant de manière amplifiée aux émotions ou aux attitudes des autres. Elle se caractérise par une grande communicabilité et une capacité accrue à détecter et répondre aux signaux sociaux ou émotionnels. Ce phénomène peut être observé dans des contextes pathologiques, notamment lors d'épisodes maniaques dans les troubles bipolaires,.

## Manifestations cliniques
Les principales caractéristiques observées sont :
- Familiarité excessive : le patient inonde son interlocuteur de certitudes et d’enthousiasme, même s’il s’agit d’un inconnu[3],[4].
- Contagion émotionnelle : pleurs, rires ou colères surgissent quasi-exclusivement en fonction des réactions du milieu[5].
- Hyperréactivité contextuelle : l’humeur du patient varie en temps réel selon l’ambiance, parfois de manière déséquilibrée[5],[6].

## Hypersyntonie et troubles psychiatriques associés
L’hypersyntonie est notamment présente dans les états maniaques. En effet, Hardy et al. (2003) ont établi qu’elle était présente chez 93 % des sujets maniaques, signifiant l’importance de ce signe dans la sémiologie bipolaire. On la rencontre aussi dans la cyclothymie, mais de façon moins marquée. 
Elle pourrait être présente dans certaines formes de schizophrénie affective. Le trouble schizo-affectif étant caractérisé par la coexistence de symptômes psychotiques et de troubles de l'humeur (dépression, manie), l'hypersyntonie interviendrait dans ce dernier cas.

## Origines neurobiologiques
Les ressorts neurobiologiques de l’hypersyntonie semblent reposer sur une hyperactivation des mécanismes de contagion émotionnelle et une dysrégulation des circuits régulateurs fronto-limbiques. En effet, l’observation et l’imitation automatiques des émotions des autres mobilisent le système des neurones-miroirs, en réseau dans le cortex prémoteur et le cortex pariétal inférieur, induisant une simulation incarnée des états affectifs de l’autre et renforçant la résonance au niveau de l’insula antérieure et du cortex cingulaire antérieur,. Parallèlement, chez des sujets en phase maniaque, l’amygdale est hyperactive et sa connectivité fonctionnelle est déficiente : on observe une réduction de la modulation négative entre l’amygdale et le cortex préfrontal ventrolatéral, qui témoigne d’un amenuisement du frein fronto-limbique vis-à-vis des stimuli émotionnels,. Cette association d’une sensibilité limbique exacerbée et d’une altérabilité régulatrice frontale rend possible un basculement rapide et marqué vers l’état émotionnel ambiant qui pourrait constituer le substrat cérébral de l’hypersyntonie.
En résumé, l’hypersyntonie pourrait résulter d’une grande sensibilité aux émotions d’autrui, mais la régulation de ces émotions par les zones cérébrales destinées à freiner ou contrôler les réactions émotionnelles ne fonctionnerait pas bien. Le cerveau recueille donc très fortement les signaux émotionnels, mais ne parvient pas à les filtrer ou à prendre du recul, ce qui rend la personne très réactive, voire débordée, par l’ambiance autour d’elle.

## Diagnostic
Le diagnostic repose sur l'observation clinique du comportement du patient. Un professionnel de santé, généralement un psychiatre, évalue la tendance du patient à réagir de manière excessive aux stimuli sociaux et émotionnels. Il peut également examiner si cette hypersensibilité est liée à un trouble sous-jacent comme le trouble bipolaire ou la schizophrénie.

## Traitements
La prise en charge de l’hypersyntonie repose avant tout sur le traitement de la pathologie sous-jacente (le plus souvent un épisode maniaque ou hypomaniaque dans un trouble bipolaire), associant pharmacologie, approches éducatives et psychothérapeutiques, le tout visant à réduire l’hyperréactivité émotionnelle, à stabiliser l’humeur et à renforcer les habiletés à faire face aux variations affectives.
| Approche                | Modalités principales                                                                                          |
| ----------------------- | --- |
| Psychothérapies         | Thérapie cognitivo-comportementale (TCC), Psychoéducation et soutien familial                                  |
| Pharmacothérapie        | Stabilisateurs de l’humeur (lithium, antipsychotiques atypiques, antiépileptiques)                             |
| Éducation thérapeutique | Information ciblée au patient et à la famille pour reconnaître les signes précoces et adapter le cadre de vie, |

## Différence avec la syntonie
La syntonie désigne une harmonie naturelle entre une personne et son environnement émotionnel. Contrairement à l'hypersyntonie, elle ne comporte pas d'excès pathologique mais reflète plutôt une adaptation saine et équilibrée aux émotions ambiantes.